# Somatostatin

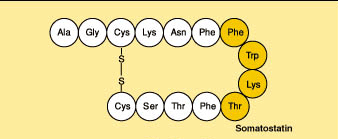
Struktura somatostatinu

Somatostatin je hormon produkovaný D buňkami Langerhansových ostrůvků slinivky břišní, buňkami hypotalamu a dalšími tkáněmi. Tento hormon tlumí uvolňování růstového hormonu - growth hormone (GH), dále tlumí uvolňování hormonu štítné žlázy - thyroid stimulating hormone (TSH), inhibuje uvolňování žaludečních a střevních hormonů jako jsou gastrin, cholecystokinin, sekretin, motilin, vazoaktivní střevní peptid - vasoactive intestinal peptide (VIP), žaludeční inhibiční polypeptid - gastric inhibitory polypeptide (GIP), enteroglucagon (GIP). Somatostatin také prodlužuje žaludeční vyměšování, stahování žlučníku, střevní pohyblivost, inhibuje vyměšování endokrinních hormonů pankreatu tj. inzulínu a glukagonu a exokrinních hormonů pankreatu.

## Chemické složení
Somatostatin je směsicí dvou peptidů, jeden má 14 a druhý 28 aminokyselin o molární hmotnosti 1 500 Da.

## Somatostatin v medicíně
Synteticky vyrobený somatostatin se nazývá oktreotid, má větší inhibiční účinky než somatostatin. Užívá se k léčení akromegalie (nadměrný růst), průjmu, etc. Léčba akromegalie je velmi drahá - až 50 000Kč/měsíc.